# 土爾克斯坦厲蟎
土爾克斯坦厲蟎（学名：Laelaps turkestanicus），或称土尔克厉螨，为厲蟎科厲螨屬下的一个种。